# Zahrensdorf
Zahrensdorf foi um município da Alemanha localizado no distrito de Parchim, estado de Mecklemburgo-Pomerânia Ocidental. Desde 1 de janeiro de 2016, forma parte do município de Kloster Tempzin.